# Урей
| N6 |

| N6 |

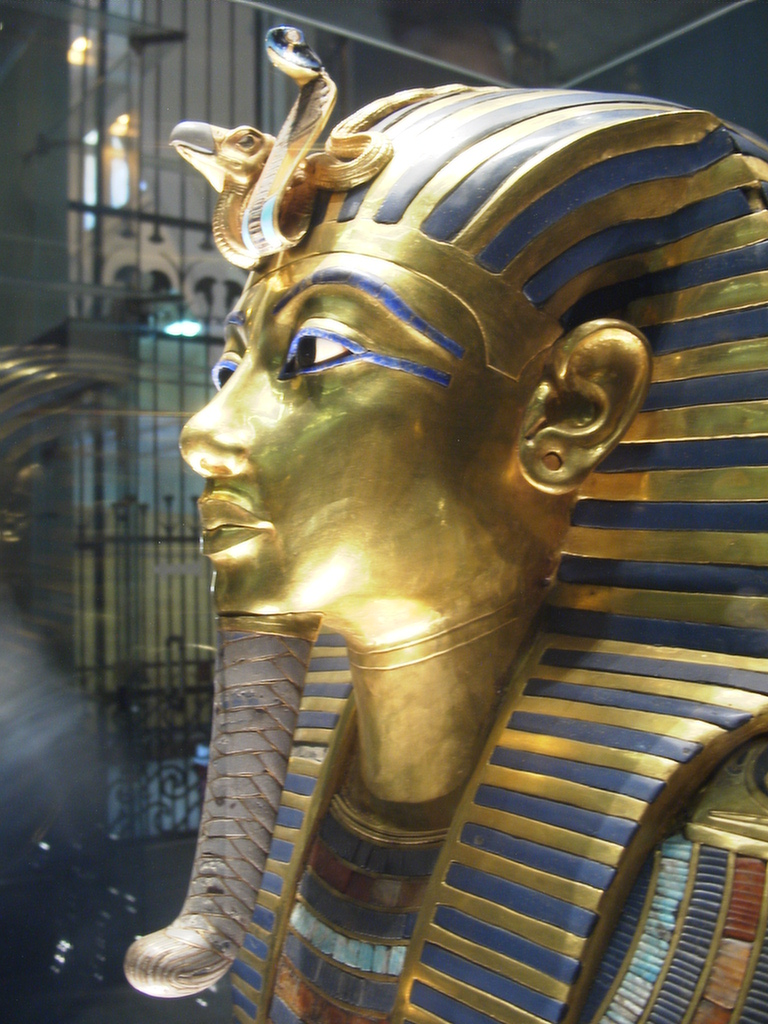
Урей на лбу маски Тутанхамона

Урей — принадлежность царского убора фараонов, представлявшая собой крепившееся на лбу вертикальное, подчас весьма стилизованное изображение богини-кобры Уаджит — покровительницы Нижнего Египта. Рядом с уреем зачастую помещали изображение богини-коршуна Нехбет — покровительницы Верхнего Египта. Вместе они символизировали единство египетского государства. Урей мог надеваться поверх царских головных уборов — двойной короны (пшент) и немеса.
В XIX веке царский урей был известен египтологам только по изображениям, причём предполагалось, что урей переходил от фараона к фараону по наследству. В 1919 г. при раскопках в Саккаре был обнаружен урей фараона Сенусерта II, выполненный из цельного слитка золота с вставками из гранита, сердолика, бирюзы и ляпис-лазури. Ещё один подлинный царский урей был найден три года спустя в гробнице Тутанхамона.
С уреем на лбу изображали не только фараонов, но и богинь, отражавших те или иные аспекты Уаджит (в частности, Баст), а также облечённых царской властью богов Хора и Сета.
«Иероглифика» IV века н. э. повествует, что египтяне имели иероглиф со змеёй, которую называли «уреем», что по-гречески значило «василиск», и он обозначал «вечность». Египтяне верили, что змея этого вида бессмертна, дыханием она способна убить любое другое существо, её изображали над головами богов.